# 13e cérémonie des Boston Society of Film Critics Awards
La 13e cérémonie des Boston Society of Film Critics Awards, décernés par la Boston Society of Film Critics, a eu lieu le décembre 1992, et a récompensé les films réalisés dans l'année.

## Palmarès

### Meilleur film
- Impitoyable (Unforgiven)

### Meilleur réalisateur
- Robert Altman pour The Player

### Meilleur acteur
- Denzel Washington pour le rôle de Malcolm X dans Malcolm X

### Meilleure actrice
- Emma Thompson pour le rôle de Margaret Schlegel dans Retour à Howards End (Howards End)

### Meilleur acteur dans un second rôle
- Gene Hackman pour le rôle de Little Bill Daggett dans Impitoyable (Unforgiven)

### Meilleure actrice dans un second rôle
- Judy Davis pour ses rôles dans Maris et Femmes (Husbands and Wives) et Where Angels Fear to Tread

### Meilleur scénario
- The Crying Game – Neil Jordan

### Meilleure photographie
- Impitoyable (Unforgiven) – Jack N. Green

### Meilleur film en langue étrangère
- Épouses et Concubines (大红灯笼高高挂) •  Chine

### Meilleur film documentaire
- Brother's Keeper